# Сивцов, Владимир Иванович
Владимир Иванович Сивцов (род. 25 февраля 1938 года, Смоленск) — советский и белорусский тренер по лёгкой атлетике. Заслуженный тренер БССР (1981).

## Биография
Родился 25 февраля 1938 года в Смоленске. В молодости тренировался под руководством Евгения Михайловича Шукевича.
В 1956 году, после окончания школы, поступил на физико-математический факультет Белорусского государственного университета. Проучившись там год, перешёл на географический, а затем — на физкультурный факультет, который окончил в 1962 году.
В течение 30 лет работал старшим тренером Белсовета и клуба «Трудовые резервы» (до 2000 года). Был первым директором минской СДЮШОР. Затем работал в Республиканской школе высшего спортивного мастерства по лёгкой атлетике Министерства образования. Был старшим тренером сборной команды Беларуси по метаниям.
Неоднократно входил в список лучших тренеров года в Белоруссии.
Наиболее высоких результатов среди воспитанников Сивцова достигли:
- Ирина Ятченко — чемпионка мира 2003 года, бронзовый призёр Олимпийских игр 2000 года[5],
- Андрей Михневич — чемпион мира 2003 года[5],
- Василий Каптюх — бронзовый призёр Олимпийских игр 1996 года и чемпионатов мира 1995 и 2003 года[5],
- Александр Малашевич — чемпион Европы среди молодежи 1999 года,
- Михаил Доморосов — бронзовый призёр чемпионата СССР 1981 года.

## Награды и звания
- Почётное звание «Заслуженный тренер БССР» (1981).
- Медаль «За трудовые заслуги» (2012)[6]